# Кортезано (Тренто)
Кортезано је насеље у Италији у округу Тренто, региону Трентино-Јужни Тирол.
Према процени из 2011. у насељу је живело 326 становника. Насеље се налази на надморској висини од 548 м.